# Kateryna Samson
Kateryna Jurijiwna Samson, ukr. Катерина Юріївна Самсон (ur. 5 lipca 1988 w Sumach) – ukraińska piłkarka grająca na pozycji bramkarza w Worskle Połtawa.

## Kariera klubowa
W 2003 rozpoczęła karierę w klubie Spartak Sumy. W 2005 przeniosła się do Naftochimika Kałusz. W 2008 została zaproszona do czernihowskiej Legendy. W 2012 wyjechała do Rosji, gdzie potem broniła barw klubów Zwiezda-2005 Perm i Riazań-WDW Riazań. W 2019 wróciła do Ukrainy, gdzie podpisała kontrakt z klubem Żytłobud-2 Charków. W 2022 po inwazji Rosji na Ukrainę wyjechała znów za granicę, gdzie została zawodniczką węgierskiego Győri ETO FC, ale latem wróciła do charkowskiego klubu, który zmienił nazwę na Worskła Połtawa.

## Kariera reprezentacyjna
Występowała w juniorskiej reprezentacjach Ukrainy. W 2009 była rezerwową bramkarką reprezentacji Ukrainy na Mistrzostwach Europy w Piłce Nożnej Kobiet, a w 2011 debiutowała w kadrze narodowej.

## Sukcesy
Spartak Sumy
- brązowy medalista mistrzostw Ukrainy (1): 2004

Naftochimik Kałusz
- mistrz Ukrainy (1): 2007
- brązowy medalista mistrzostw Ukrainy (2): 2005, 2006

Łehenda-SzWSM Czernihów
- mistrz Ukrainy (2): 2009, 2010
- wicemistrz Ukrainy (2): 2008, 2011
- zdobywca Pucharu Ukrainy (1): 2009
- finalista Pucharu Ukrainy (3): 2008, 2010, 2011

Zwiezda-2005 Perm
- mistrz mistrzostw Rosji (1): 2014
- wicemistrz Rosji (1): 2013
- zdobywca Pucharu Rosji (2): 2011/12, 2013

Riazań-WDW Riazań
- wicemistrz Rosji (1): 2017
- brązowy medalista mistrzostw Rosji (1): 2016

Żytłobud-2 Charków / Worskła Połtawa
- mistrz Ukrainy (1): 2019/20
- wicemistrz Ukrainy (1): 2020/21
- zdobywca Pucharu Ukrainy (3): 2019/20, 2020/21, 2021/22